# ING Cup 2004/05
Der ING Cup 2004/05 war die 36. Austragung der nationalen List A Cricket-Meisterschaft in Australien. Der Wettbewerb wurde zwischen dem 10. Oktober 2004 und 20. Februar 2005 zwischen sechs australischen First-Class-Vertretungen der Bundesstaaten ausgetragen. Im Finale konnte sich Tasmanien mit 7 Wickets gegen Queensland durchsetzen.

## Format
Die sechs Mannschaften spielten in einer Gruppe jeweils acht Spiele gegen die anderen Mannschaften. Für einen Sieg gab es vier Punkte, für ein Unentschieden oder No Result zwei und für eine Niederlage keinen Punkt. Ein Bonuspunkt wurde vergeben, wenn bei einem Sinn die eigene Runzahl die des Gegners um das 1,25-fache überstieg, ein weiterer, wenn sie sogar mehr als das Doppelte des Gegners betrug. Des Weiteren war es möglich, dass Mannschaften Punkte abgezogen bekamen, wenn sie beispielsweise zu langsam spielten. Der Gruppenerste und -zweite qualifizierte sich für das Finale.

## Resultate

### Gruppenphase
Tabelle
Der Abzug erfolgte auf Grund von zu langsamer Spielweise.
| Teams             | Sp. | S | N | U | R | NR | BP | Ded | Punkte | NRR    |
| ----------------- | --- | - | - | - | - | -- | -- | --- | ------ | ------ |
| Queensland        | 10  | 7 | 3 | 0 | 0 | 0  | 7  | 0   | 35     | +0.728 |
| Tasmanien         | 10  | 5 | 4 | 0 | 0 | 1  | 2  | 0   | 24     | −0.185 |
| Victoria          | 10  | 5 | 5 | 0 | 0 | 0  | 3  | 0   | 23     | +0.304 |
| Western Australia | 10  | 5 | 5 | 0 | 0 | 0  | 1  | 0   | 21     | −0.219 |
| South Australia   | 10  | 4 | 6 | 0 | 0 | 0  | 2  | 0   | 18     | −0.389 |
| New South Wales   | 10  | 3 | 6 | 0 | 0 | 1  | 1  | 0.5 | 14.5   | −0.279 |

## Finale
| 20. Februar Scorecard | Brisbane | Queensland 246-7 (50)          | – | Tasmanien 247-3 (47.1) |
|                       |          | Tasmanien gewinnt mit 7 Wicket |   |                        |